# Kurt Georg Kiesinger
Kurt Georg Kiesinger (ur. 6 kwietnia 1904 w Ebingen, zm. 9 marca 1988 w Tybindze) – niemiecki polityk i prawnik, premier Badenii-Wirtembergii (1958-1966), kanclerz Republiki Federalnej Niemiec (1966-1969), przewodniczący CDU (1967-1971).  

## Życiorys

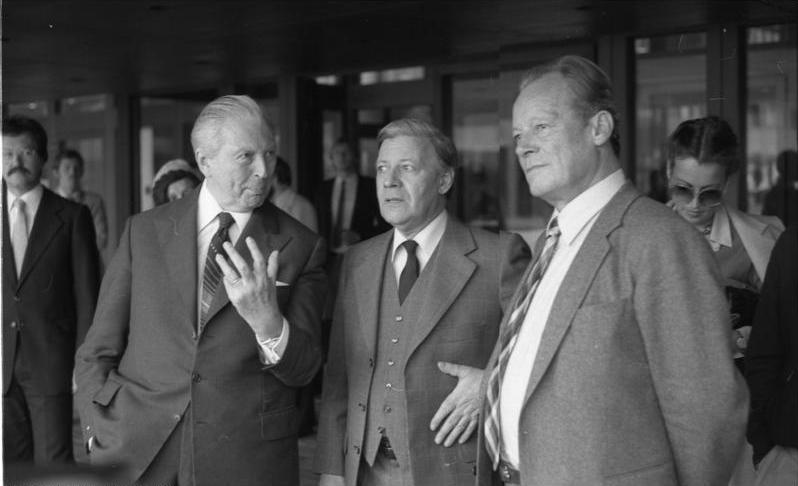
Kurt Georg Kiesinger, Helmut Schmidt i Willy Brandt, 1979

Urodził się w rodzinie handlowca Christiana Kiesingera (1876-1967) i Dominiki Grimm (1878-1904). Studiował filozofię na Uniwersytecie w Tybindze, a następnie w latach 1926-1931 historię, germanistykę i prawo w Berlinie. Następnie praktykował jako adwokat w berlińskim Wyższym Sądzie Krajowym. 
W 1933 wstąpił do NSDAP. Następnie skierowany do pracy w departamencie radiowym ministerstwa spraw zagranicznych.  Odnaleziony przez redaktora tygodnika Der Spiegiel Conrada Ahlersa, dokument z 1944 roku wykazał, że współpracownicy Kiesingera z ministerstwa składali na niego donosy do Głównego Urzędu Bezpieczeństwa Rzeszy, zarzucając mu hamowanie i sprzeciwianie się antyżydowskim akcjom propagandowym i krytykę polityki zagranicznej III Rzeszy. Do 1946 roku internowany w Ludwigsburgu. W 1948 uwolniony od wszelkich zarzutów przez komisję denazyfikacyjną w amerykańskiej strefie okupacyjnej. 
Po internowaniu wrócił do praktyki adwokackiej w Tybindze i Würzburgu. Od 1948 do 1951 był sekretarzem CDU w Württembergii-Hohenzollern. W 1949 roku został wybrany do Bundestagu, utrzymując mandat do 1958 roku. W parlamencie pełnił funkcję przewodniczącego komisji spraw zagranicznych i komisji mediacyjnej. Następnie zaangażował się w politykę landową zostając premierem Badenii-Wirtembergii (1958-1966).  
Po rozpadzie koalicji CDU-FDP i odejściu ze stanowiska Ludwiga Erharda, 1 grudnia 1966 roku Kiesinger został wybrany na kanclerza Niemiec, stając na czele rządu tzw. wielkiej koalicji (CDU/CSU i SPD). Za jego rządów doszło w Niemczech do stabilizacji gospodarczej oraz nawiązania stosunków dyplomatycznych z Rumunią, Jugosławią i Czechosłowacją.  

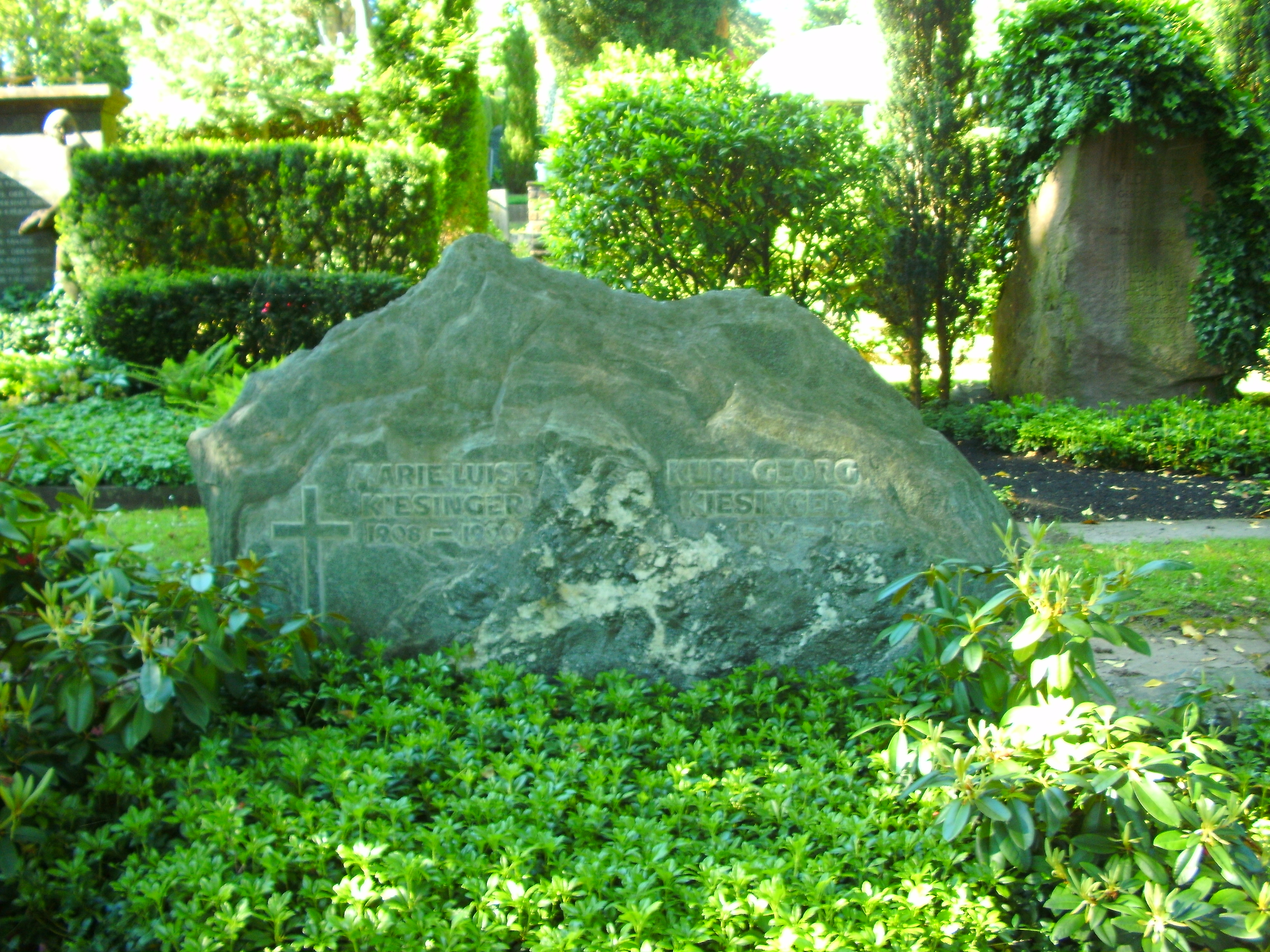
Grób Kurta Georga Kiesingera

W roku 1967 Kiesinger został wybrany na stanowisko przewodniczącego CDU. Kierowana przez niego partia wygrała znacząco wybory parlamentarne w 1969 roku zdobywając 46,1% głosów, zabrakło jej jednak 7 mandatów do  samodzielnej większości. SPD odmówiła kontynuowania wielkiej koalicji i nawiązała współpracę z FDP, co doprowadziło do ustąpienia Kiesingera ze stanowiska kanclerza. Zachował jednak mandat posła do Bundestagu, który sprawował do 1980 roku. W 1971 roku zrezygnował ze stanowiska szefa partii, pozostając honorowym przewodniczącym. Zrezygnował z kandydowania do parlamentu w wyborach w 1980 roku i wycofał się z aktywnej polityki. 
Zmarł w wieku 84 lat w Tybindze. Po nabożeństwie żałobnym w Konkatedrze św. Eberharda w Stuttgarcie, spoczął na cmentarzu miejskim w Tybindze.  

## Życie prywatne
24 grudnia 1932 Kiesinger poślubił Marie-Luise Schneider (1908–1990). Z tego małżeństwa urodziło się dwoje dzieci, Viola (ur. 1940) i Peter (ur. 1942).

## Odznaczenia[13]
- 1957: Order Zasługi Republiki Włoskiej
- 1960: Order Zasługi Republiki Federalnej Niemiec
- 1964: Order Izabeli Katolickiej
- 1968: Order Karola III
- 1968: Order Sokoła Islandzkiego
- 1975: Order Zasługi Badenii-Wirtembergii

Honorowy obywatel Ebingen (1969), Konstancji (1976) i Tybingi (1979).